# 忽然1周

《忽然1周》合併本 封面

《忽然1周》（英語：Sudden Weekly，1995年8月6日－2015年8月7日）為壹傳媒旗下的娛樂消閒雜誌，由香港上市公司壹傳媒（前稱百樂門出版）大股東黎智英所創辦，周刊出版初期隨蘋果日報附送，其後改為獨立發售。根據2008年報，第147/148頁指出本雜誌為壹傳媒全資擁有。《忽然1周》合併本逢星期五出版，現時零售價為港幣15元。「忽然1周」這個名字由著名填詞人林振強所起，他本人原意為將名稱改為「忽然1橙」，但最後卻改以「忽然1周」為本雜誌的名稱。
於2002年1月開始《忽然1周》與壹傳媒旗下獨立發售的《飲食男女》雜誌合併出售，藉此擴大讀者群。2006年12月22日的《忽然1周》(595期)開始附送多一本女性時尚雜誌《ME!》周刊，集團主席黎智英表示會將《ME!》周刊力求創新，期望開拓女性時尚雜誌市場。
《忽然1周》封面雖然列出「出版時間」為逢星期五，但通常前一天（星期四）市面已經有售。

## 刊物簡介
《忽然1周》集中提供女性關心的娛樂、家庭和育兒。
《飲食男女》集合飲食、旅遊、keep fit 和時裝美容資訊。
《Me!》提供最新時裝及扮靚話題。

## 官員辭職事件
2005年1月《忽然一周》刊出局長級官員林煥光1月1日與密友遊日本的照片，使特首辦的林煥光最終卻因傳媒對他「私人感情生活的報道」而決定請辭，離開官場。

## 停刊
《忽然1周》每期銷量在最高峰時達24萬冊。在2008年上半年的每周平均銷量為193,640冊。由於讀者閱讀習慣改變，周刊銷量逐漸下跌，在2014年7月至12月間，每周平均銷量跌至77,588冊。廣告收益隨讀者數目下降而減少，踏入2015年，《忽然1周》業務開始出現虧損。至2015年5月間，周刊減印至每期6萬冊。
2015年7月16日，針對近日有傳聞指《忽然1周》及《壹週刊》可能即將結業，壹傳媒工會晚上發聲明，指中午與壹傳媒平面媒體暨印刷行政總裁葉一堅會面，並引述葉一堅指，集團印刷媒體前景非常不理想，所有刊物均面對經營困難，而管理層對是否結束有關雜誌平面業務有不同想法及意見，暫時未有定論，若最終需要裁員，將會按員工年資補償，補償方案亦會優於早前《蘋果日報》削減成本時的裁員補償計劃。有壹傳媒高層向員工發信，指長痛不如短痛，公司應立即停止出版工作，轉為經營網上業務。
2015年7月20日，《忽然1周》合併本行政總裁趙偉堅接受《蘋果日報》查詢時證實，今天下午管理層開會後，決定結束已創刊20年的《忽周》印刷及網上業務，最後一期於8月7日出版。由8月16日起，《壹週刊》、《飲食男女》及《ME!》將合併出版。至於《忽周》全體編採人員將被遣散，合共70人。
2017年8月，商人黃浩為首的財團收購《壹週刊》，交接期間《忽然1周》在《壹週刊》娛樂冊封底重新出版，惟2018年2月交易告吹後《忽然1周》再次停刊。

## 外部連結
- 忽然1周
- 飲食男女 （页面存档备份，存于）
- ME!